# グランブルーファンタジー ヴァーサス
『グランブルーファンタジー ヴァーサス』（GRANBLUE FANTASY Versus）は2020年2月6日にCygamesから発売されたPlayStation 4用ゲームソフト。略称は『グラブルVS』、『GBVS』。Steam版が同年3月14日発売。
Cygamesのスマートフォン向けRPG『グランブルーファンタジー』（以下：『グラブル』）のスピンオフ作品で、『グラブル』としては初のコンシューマ向けタイトルとなる。ジャンルは対戦型格闘ゲームだがRPGモードが導入されており、公式では「対戦アクションRPG」と謳っている。
開発は「GUILTY GEARシリーズ」などを代表作に持つアークシステムワークスが担当する。
2023年12月14日には続編となる『グランブルーファンタジー ヴァーサス -ライジング-』が発売。ダウンロード専売タイトルで対応プラットフォームはPlayStation 5・PlayStation 4・Steam。略称は『GBVSR』。

## システム

### 戦闘
本作の基本的な操作系は1レバー+5ボタン（弱・中・強の3種類の攻撃、投げ、オーバーヘッドアタック）の5ボタンである。
格闘ゲームの初心者でも遊びやすいよう、アビリティ（必殺技）は通常のコマンド入力に加え、方向キーとアビリティボタンを押すだけでも発動させられるほか、ガードも同様の操作系で発動させられる。
本作におけるアビリティはゲージを消費して発動する通常の格闘ゲームの仕様とは異なり、アビリティを一度使ったら一定時間使用不可となる「クールタイム」方式が用いられている。また、アビリティボタンによるアビリティ発動は通常のコマンド入力よりもクールタイムが長い。
『ライジング』では「アルティメットアビリティ」や「ダッシュ攻撃」などといった新規システムが追加される。

### RPGモード / ストーリーモード
本作では、『グラブル』に近いシステムを持つ「RPGモード」が導入され、クエスト形式で物語が進行する。このモードのクエストバトルにおいてキャラクターは2Dで表現される一方、ストーリーパートでは3Dモデルで表現される。
『ライジング』ではRPGモードが簡略化された「ストーリーモード」として実装。第1作のストーリーは全て収録されるほか、新規のストーリーも追加される。

### ぐらぶるレジェンドばとるっ！
『ライジング』で追加されるミニゲーム。大人数で遊べるパーティーゲーム。略称は『ぐらばとっ！』。
障害物競走「ライジングダッシュ」や、時間内にヒヒイロカネを集めた数を競う「ヒヒイロカネパーティー」などの複数のゲームが収録される。

## 制作

### 背景
Cygamesは家庭用ゲーム機とスマートフォン向けアプリのファンに双方の面白さを知ってもらい業界を盛り上げていくという考えのもとで、自社IPの中で最も規模が大きく、家庭用ゲーム機との親和性の高いファンタジーRPG作品の『グラブル』の家庭用ゲーム機向けソフトの制作を決めた。
Cygamesはeスポーツの発展に寄与していきたいとも考えており、eスポーツの中核的なジャンルの1つである対戦型格闘ゲームを『グラブル』で行うことによってプレイヤー人口の増加と観戦を通じて、eスポーツそのものの認知度を上げられることを期待して、本作の制作を決めた。

### スタッフィング
アークシステムワークスはGUILTY GEARシリーズや、ブレイブルーシリーズなどといった格闘ゲームの開発で知られており、これらの作品が『グランブルーファンタジー』と親和性が高いとみなされ、本作の開発を担うこととなった。
また、同時期に発表が行われた『グランブルーファンタジー Relink』同様、『グラブル』のディレクターである福原哲也が全体の監修に携わった。福原は学生時代から『ギルティギア』シリーズに親しんでおり、ファミ通とのインタビューの中で『ギルティギアX』からゲーム作りにおいて影響を受けたことを認めている。
音楽は『グラブル』に引き続いて成田勤が担当した。

### システム構築
本作は格闘ゲームに慣れていないユーザーが遊ぶことを想定し、すべての必殺技を1つのボタンで出せるような仕組みになっている。前述の通り、eスポーツを前提として作られている本作は観戦者がゲームの状況を理解できるようにするため、ゲームスピードは抑えめで、コンボも極力シンプルにするといった方針がとられた。同様の理由から、エリアル（空中技）といった初心者が理解しにくい要素も限定的な状況でしか発生しないような仕組みがとられたほか、演出面においても、立ちガード状態の相手に下段攻撃が成功した際に「!」を出すなどの施策が取られた。一方で、『グラブル』の雰囲気に合わせるため、画面端からのコンボはある程度つながるように調整が施された。
福原は「当初、本作のプレイ感覚がアークシステムワークスが得意とするコンボ主体ではないため、期待と不安でいっぱいだった。だが、グランとカタリナだけが遊べる最初期のデモバージョンに触れた際、GUILTY GEARシリーズなどのアークシステムワークスの代表作と比較しても違和感がなく、早い段階からこれはいけると感じた」と、ファミ通とのインタビューの中で振り返っている。
また、福原はシステム構築の方針について「『ストリートファイターII』のように10年ぶりに触ってもすんなり楽しめるものを目指した」とファミ通とのインタビューの中で述べている。
また、『グラブル』のプレイヤーの中には「格闘ゲームが苦手だが、本作で初めて格闘ゲームをやってみたい」という者が出てくることから、『グラブル』のシステムに似た「RPGモード」が導入された。このため、「RPGモード」の難易度は、アクションゲームが苦手でも、1周目のエンディングまでたどり着けるように設定された。

### セッティング
本作のストーリーは原作の「どうして空は蒼いのか」というイベントを踏まえたオリジナルのものとなっており、メインクエストで64章以降の時間軸という位置づけだが、原作を知らないプレイヤーでも遊べるように配慮がなされている。
本作は初期キャラクターとして11人を選出し、発売後にダウンロードコンテンツとしてキャラクターを追加する方式がとられた。また、各キャラクターのアビリティや奥義は必殺技および超必殺技として組み込まれている一方、アークシステムワークス側からの提案で追加された技も存在する。福原はファミ通とのインタビューの中で、アーク側の開発スタッフにも『グラブル』のヘビーユーザーが何人もいたため、彼らがネタを拾ってシステムに昇華してくれたと話している。
当初、アークシステムワークス側から、全キャラクターが「星晶獣奥義」で星晶獣を召喚するというシステムを入れてはどうかと提案されたものの、キャラクターと星晶獣が共闘する理由がなかなか見つからず、最終的に仕様を詰める直前にアークシステムワークス側から取り下げられた。その代わり、「奥義の上をいく」解放奥義というシステムが導入された。
本作のアートディレクターを務めたアークシステムワークスの澤田秀明は原作のキャラクターデザインはアクションゲーム向けではないことから、当初はキャラクターをデフォルメすることも考えたが、最終的には原作のデザインを徹底的に再現するという方針をとったとファミ通とのインタビューの中で述べている。
外連味のある映像表現をするため、本作においては1つ1つアニメーションが作られた。このため、コスチュームが変更されるとモーションを作り直す必要があるという理由から、追加コスチュームの配信は見送られた。一方で、原作で露出度の高い衣装を着ているキャラクターについては、RPGモードクリア後に原作の衣装を利用できるようにするという措置が取られた。
本作のプレイアブルキャラクターの選定はキャラクターの知名度に加え、格闘ゲームとして落とし込める設定を持っているかということを基準として行われた。本作のキャラクターの多くは剣を使うため、キャラクターの性格や得意分野をモーションに反映させて個別化する方針も取られた。また、格闘技を主体とするキャラクターについては、剣を使うキャラクターよりも個別化が難しいため、選定には細心の注意が払われた。当初は、原作の主人公であるグランとジータを登場させないことも検討されていた。福原は東京ゲームショウ2019内のセッションの中で、その理由として、ジョブシステムといった独自の要素を持っていたことや、どちらか一方だけを出すことができなかったこと等を挙げており、様々な葛藤があったと話している。その間、開発スタッフがカタリナの3Dモデルを作ってみたところ、うまくかみ合ったことから、まずはカタリナが基本的な性能を持つキャラクターとして作られた。その後、原作の主人公の1人であるグランの参戦も決まり、同様の性能を持つカタリナとの個別化を図るため、少年漫画の主人公のようなモーションが設定され、テレビアニメ版の設定をもとにしたセリフやボイスが用意された。また、原作におけるもう1人の主人公であるジータはダウンロードコンテンツという形で参戦が決まり、グランの対になる存在として設計された。
ランスロットは『四騎士』の中では最初に参戦が決まった。二刀流から素早い連続攻撃を繰り出すというランスロットの特徴はスピードタイプのキャラクターという方向性につながったため、格闘ゲームのキャラクターとして非常に作りやすかったと開発チームからは語られている。四騎士の一人であるパーシヴァルは第3の主人公として位置づけられ、1つ1つの攻撃が重めに作られており、王者の風格を示すためにに堂々としたモーションにするという方針が取られた。その一方で、アビリティ「トロイメライ」で自己強化をするなど、テクニカルな面を持つキャラクターとなっている。また、原作では敵のチャージターンをたまりにくくする効果のあった「イクスゼーレ」は相手を恐怖に陥らせることをわかりやすくするため、相手にしりもちをつかせて追撃する投げ技に変更された。
ファスティバは投げキャラとしてすぐに参戦が決まった。ファスティバの解放奥義は本作のリードバトルプランナーである関根一利がプロレス好きだったことに由来しており、関根はこの技を提案した理由について「自分が知る限り、対戦格闘ゲームの勝利演出でレフェリーが3カウントをしてフォールして勝つというものがなかったので、本作でぜひやりたかったんです。」とファミ通とのインタビューの中で話している。Cygamesはこのアイデアを採用しただけでなく、レフェリーのデザインを用意し、さらにはレフェリーをPVにも登場させた。
シャルロッテはちびキャラ枠で参戦が決定したものの、身体が非常に小さいため、格闘ゲームのキャラクターとしての調整には時間がかかっている。一度は彼女の身体を大きくすることも検討されたが、最終的には彼女の冠に喰らい判定をつけるという方法がとられた。
ローアインは開発の後半に色物枠として参戦が決定したキャラクターであり、トモイ、エルセム、ユグドラシルが演出に登場するため、開発に4人分の労力がかかっている。
メーテラは遠距離攻撃を得意としつつも、近接戦を苦手とするキャラクターとして設計され、飛翔術の使い手という設定を反映して2段ジャンプする特殊技「ゼファー」が用意された。また、演出面では彼女の魅力である色気にこだわるという方針が取られ、負けた相手へのご褒美として勝利演出で倒れた相手にキスする場面が用意された。
ゼタは本作の開発が始まった時点において参戦が決まっていたものの、『グラブル』での最終上限解放は未実装だったことから、本作のために最終上限解放時の奥義や設定画などが作られ、開発の資料として用いられた。また、『グラブル』においてバザラガの鎧がグロウノスの解放によって損傷する場面があったたことをヒントに、ゼタにも鎧が壊れる演出が追加された。
バザラガは最初期に投げキャラ候補の1人として挙がっていたが、ファスティバが投げキャラに確定したことから、重厚なキャラクターに変更された。
ボスキャラクターである黒衣の男は「最強のボスが欲しい」というアークシステムワークス側の要望を受け、Cygames側が用意した。
いきなり出てきても説得力に欠けることから、原作のイベントシナリオ「どうして空は蒼いのか」にて先行して登場させることとなった。
黒衣の男の技はアークシステムワークスとCygamesが共同で考案し、同シナリオで用いられた技が採用されている。ダウンロードコンテンツキャラクターの1人である格闘家のソリッズは本作にインファイターや老人、もしくは大柄なキャラクターがいないことに加え、『グラブル』の最初期から登場していたことから、参戦が決定した。
RPGモードでは、非プレイアブルキャラクターが多数登場するほか、魔物などがRPGモード用に作られており、アバターはラスボス戦を盛り上げる存在として開発期間の後半に作られた。また、ダウンロードコンテンツにはRPGモードのクエストが追加される予定である。

## 登場人物

### プレイヤーキャラクター
グラン
声 - 小野友樹
本作の主人公で、本編の男性主人公。騎空船・グランサイファーで旅をしている。
『ライジング』のロビーアバター専用としてグラン（フリー）、エターナルエッジ・グランが存在する。
カタリナ
声 - 沢城みゆき
グランたちと旅をする騎士。かつてはエルステ帝国に仕えていたが、ルリアを連れて脱走した。
飛び道具、突進技、対空技など基本的なものが揃っていることに加え、ライトウォールを展開し攻撃を受け止めながら反撃する動作も可能。また解放奥義の演出では原作ストーリーで関わる星晶獣アレスが登場する。
シャルロッテ
声 - 名塚佳織
リミュエール聖騎士団の団長。小柄なハーヴィンだが24歳の歴とした成人女性。
動きが重く攻撃のリーチも短いものの、高い突進力を持つ。体は小さいが頭にかぶった立派な王冠にも当たり判定が存在する。
ランスロット
声 - 小野友樹
フェードラッヘ王国・白竜騎士団の若き団長。
二刀流の手数と、移動技やワープ技を持つ高い機動力で相手を翻弄する。
パーシヴァル
声 - 逢坂良太
自らの国を起こすべく、諸国を旅する騎士。かつてランスロットと同じ騎士団に所属していた。
「トロイメライ」で自分の必殺技を強化するアイコンを溜める他、ダメージのない投げ技「イクスゼーレ」で相手の体勢を崩すなどの原作再現が取られている。
フェリ
声 - 米澤円
「霧に包まれた島」に暮らすエルーンの幽霊少女。獣の幽霊たちをペットとして従えている。
鞭やペットたちを駆使した遠距離攻撃を得意とする上級者向けのキャラクター。原作よりもペットと連携する技が多く作られている。
ローアイン
声 - 白石稔
騎空船・グランサイファーのコック。ダガーによる素早い接近戦や反撃技などを主体とする。
友人であるトモイとエルセムを始めとして、ほかのキャラクターを呼び出す技を持ち、ユグドラシルやキャタピラさんなどを召喚する。また、特殊技「シーメーマシマシ」では、手料理によるゲージ回復を行う。
ファスティバ
声 - 稲田徹
カジノ艇にて行われる「デュエル」で活躍する花形デュエリスト。逞しさと包容力を両立したドラフの漢女（おとめ）。
動きは鈍重だが、強力な打撃力と投げ技を持ついわゆる投げキャラ。
メーテラ
声 - 柚木涼香
天稟の才覚を持つエルーンの弓使い。奔放かつ好色な性格。無限に矢を射てる「魔導弓」と、単独で空を飛ぶ「飛翔術」の使い手。
遠距離戦を得意とする反面、近接戦を不得意とする。
ゼタ
声 - 花澤香菜
「組織」に所属する槍使い。勝ち気でサバサバした性格。バザラガとは背中を預け合う相棒同士。
アルベスの槍の契約者で、長槍による中距離戦を主体とする。途中で軌道を変えることができる突進技が持ち味。
バザラガ
声 - 立木文彦
「組織」に所属する仮面の大男。寡黙な性格。ゼタの相棒。
大鎌グロウノスを操る戦士。一発当たりの威力が高い反面、移動速度は遅い。設定である痛覚を持たない肉体の再現として、自身にスーパーアーマーを付与することもできる。
ルナール
声 - 大久保瑠美
Ver 2.70より追加。魔物の絵で生計を立てているハーヴィンの画家。
ルナールを選択した場合、ランダムでプレイヤーキャラクターが選出される。一戦ごとにキャラクターが変更され、戦績やランキングなどは「ルナール」として記録される。
戦闘中は背景にルナールが登場しており、応援を行う。
『ライジング』では選択した際、ランダムで選出されるプレイヤーキャラクターを任意でON / OFFできるようになった。

### ボスキャラクター
黒衣の男 / ベルゼバブ
声 - 小西克幸
数千年前に空の世界を征服しようとした星の民のひとり。
何かに固執することの珍しい星の民において、圧倒的な「力」を求める異端児。自らが世界を支配するというシンプルな目的のために行動する悪役（ヴィラン）。自分の容姿に絶対の自信を持つナルシストでもある。
戦闘では星晶獣を吸収し続け、幽世の住民を大量殺害したことで発現した、すべてを切り裂く漆黒の翼、星晶獣や星の民の不死性を無視して絶対的な死を与える「ケイオス・マター」を武器として戦う。瞬間移動やバリアを張る無敵技、相手を自分の近くに吸い寄せる技などを持つ。
本作のために用意されたボスキャラクターであり、原作の『グランブルーファンタジー』のシナリオイベント「どうして空は蒼いのかPart.II 失楽園」から先行して登場している。原作でもパーティキャラクターとして加入することのない悪役であり、プレイアブルキャラクターとなるのは本作が初となる。
2020年3月3日のアップデート以降、RPGモードクリアでアンロックされる他、DLCで原作への特典コード付き解放権を購入することも可能。
『ライジング』のロビーアバター専用として上半身裸の姿が存在する。
ルシファー
声 - 櫻井孝宏
『ライジング』に登場。「終末計画」を目論む星の民の一人。今は亡き天司長ルシフェルのモデルとなった人物であり、現在は首から下は失った自身の体の代わりとして、ベルゼバブが抹殺したルシフェルの遺体を再利用している。
『ライジング』のシーズン1のDLCでプレイアブル化。

### ダウンロードコンテンツ（第1作）
第1作においてキャラクターパス等のダウンロードコンテンツ（DLC）を導入することにより使用可能となるキャラクター。『ライジング』では初期段階から使用可能となる。
ナルメア
声 - M・A・O
シーズン1のDLCキャラクター。
十天衆オクトーの背を追う、ドラフ族の女剣士。「お姉さん」を自称する世話好きの女性だが、戦闘中は性格が変わる。
原作通りに「源氏」と「神楽」と呼ばれる2つの構えを使い分けて戦う。
ソリッズ
声 - 小山力也
シーズン1のDLCキャラクター。
70を超えて尚盛んの老武闘家。豪放磊落な性格で、無類の女好きでもある。
解放奥義による通常アビリティの強化を可能とする。
ジータ
声 - 金元寿子
シーズン1のDLCキャラクター。グランとは対になる存在で、本編の女性主人公。
本作では平行次元から本作の世界に来訪した存在であり、グランとは平行世界の同一人物として扱われているため、グランが存在する世界はジータは存在せず、逆にジータが存在する世界はグランは存在しないようになっている。
『ライジング』のロビーアバター専用としてエターナルエッジ・ジータが存在する。
ゾーイ / ジ・オーダー・グランデ
声 - 小清水亜美
シーズン1のDLCキャラクター。秩序の大星晶獣コスモスが生み出した調停の星晶獣で、ワイバーンのディとリィを従えている。
RPGモードにも登場
ベリアル
声 - 細谷佳正
シーズン2のDLCキャラクター。
黒衣の男をパンデモニウムから解放した堕天司。かつて天司長ルシフェルの側近を務めていたが、本人は自分の創造主でもある星の民ルシファーに忠誠を誓っている。
RPGモードにも登場。
カリオストロ
声 - 丹下桜
シーズン2のDLCキャラクター。
錬金術の開祖。元々は男だが、自らの意思で自身が作った美少女の体に魂を移し、定期的に体を交換して長い年月を生きている。
ユエル
声 - 植田佳奈
シーズン2のDLCキャラクター。
一族がはるか昔に仕えた「失われた王家」の復興を目指し、旅をする少女。
ウーノ
声 - 中尾隆聖
シーズン2のDLCキャラクター。
「十天衆」と呼ばれる伝説の騎空団の創設者にして筆頭。卓越した槍の使い手で、特に守りに長けている。
ユーステス
声 - 中井和哉
シーズン2のDLCキャラクター。
「組織」に所属する寡黙な青年。フラメクの雷の契約者。
シス
声 - 檜山修之
シーズン2のDLCキャラクター。
「十天衆」と呼ばれる伝説の騎空団の一人。鉤爪と素早い身のこなしを武器に戦う。
ヴィーラ
声 - 今井麻美
DLC追加キャラクター。
星晶獣シュヴァリエと契約を結ぶ城砦都市アルビオンの現領主。アルビオン士官学校時代の先輩であるカタリナを慕っている。
アバタール・ベリアル
声 - 細谷佳正
DLC追加キャラクター。
ベリアルがベルゼバブのヴェルサス・コア取り込み、強大な力を手に入れた姿。

### 『ライジング』からの追加キャラクター
『ライジング』から新規に追加されるキャラクター。
アニラ
声 - 悠木碧
「十二神将」の一人。薙刀と式神のヒツジを扱う。
基本的な技が揃ったオールラウンダー。
ジークフリート
声 - 井上和彦
竜殺しの騎士。かつてはフェードラッヘ王国を救った英雄。ランスロットのかつての師匠で、白竜騎士団の前身である黒竜騎士団の隊長だった。
大剣を活かしたリーチで攻める近・中距離制圧型アタッカー。体力を消費することで攻撃力をアップさせる特殊技「マニガンス」を持つ。
ニーア
声 - 下屋則子
「十賢者」の一人。本作では平行次元から本作の世界に来訪した存在であり、本作のグラン・ジータは十賢者とは出会わない世界となっている。
全てのアビリティをデスを介して行うキャラクター。アビリティは連続で使用できるが、発動ごとに「愛ノ救イ」が減少していき、「愛ノ救イ」がなくなると一定時間行動ができなくなる。
グリームニル
声 - 緒方恵美
風の天司ラファエルの使徒である星晶獣。本作ではジータと同じ世界から来訪した存在であり、本作のグランの世界がルシファーによって天司が存在しない世界に書き換わった事に対して介入する。
軌道を変化できる飛び道具を持つ。多数の移動技・突進技を使用して画面内を縦横無尽に動き回ることができるキャラクター。

### ダウンロードコンテンツ（ライジング）
『ライジング』においてキャラクターパス等のダウンロードコンテンツ（DLC）を導入することにより使用可能となるキャラクター。
2B
声 - 石川由依
シーズン1のDLC追加キャラクター。
『ニーア オートマタ』からのゲスト参戦。戦闘タイプのヨルハ機体。
ヴェイン
声 - 江口拓也
シーズン1のDLC追加キャラクター。
フェードラッヘ王国・白竜騎士団の副団長にしてランスロットの幼馴染み。
ベアトリクス
声 - 平野綾
シーズン1のDLC追加キャラクター。
「組織」に所属する剣士。エムブラスクの剣の契約者。
ビカラ
声 - 種﨑敦美
シーズン1のDLC追加キャラクター。
「十二神将」の一人。普段は色んな事をネガティブに思考してしまう陰キャだが、十二神将時は正反対の陽キャに変貌する二重人格。
ロビーアバター専用として普段の陰キャの状態が存在する。
サンダルフォン
声 - 鈴村健一
シーズン2のDLC追加キャラクター。
ルシフェルの死後、彼の後任となった天司長。本作ではジータと同じ世界から来訪した存在。
ロビーアバター専用として、ルシフェルがまだ生きていた頃、四大天司から力を奪って空の世界を滅ぼそうと目論み、グラン・ジータと敵対した時の状態が存在する。
ガレヲン
声 - 三森すずこ
シーズン2のDLC追加キャラクター。
「六竜」の一人で、空の世界の土の軛。
ロビーアバター専用として、『ぐらぶるっ！』でのゆるキャラ風の竜形態が存在する。
ウィルナス
声 - 水中雅章
シーズン2のDLC追加キャラクター。
「六竜」の一人で、空の世界の火の軛。
メグ
声 - 黒沢ともよ
シーズン2のDLC追加キャラクター。
アウギュステのリゾートを楽しむために自身を戦士として鍛えた変わり者の少女。
イルザ
声 - 園崎未恵
シーズン2のDLC追加キャラクター。
「組織」に所属するユーステス達の上官。

### その他のキャラクター
RPGモード（『ライジング』以降はストーリーモード）や、各キャラクターの技演出・掛け合いに登場するキャラクター。
ルリア
声 - 東山奈央
星晶獣を従える能力を持つ少女。
グラン・ジータの掛け合い、解放奥義演出に登場する。
ビィ
声 - 釘宮理恵
グラン・ジータの相棒である小さな竜。
グラン・ジータの掛け合いに登場する。
『ライジング』のロビーアバター専用としてビィボール、パワー特化型ビィが存在する。
プロトバハムート
ルリアが有する創世神を模した星晶獣。グラン・ジータの解放奥義演出に登場する。
ラカム
声 - 平田広明
騎空艇グランサイファーの操縦者。RPGモード（ストーリーモード）に登場。
イオ
声 - 田村ゆかり
RPGモード（ストーリーモード）に登場。ザカ大公の弟子の魔導士の少女。
オイゲン
声 - 藤原啓治 → 山路和弘
RPGモード（ストーリーモード）に登場。アウギュステの元傭兵。
ロゼッタ / ローズクイーン
声 - 田中理恵
RPGモード（ストーリーモード）に登場。グラン・ジータの父親とかつて行動を共にしていた星晶獣。
シェロカルテ
声 - 加藤英美里
RPGモード（ストーリーモード）に登場。グラン・ジータが旅の先々で出会うよろず屋。
アレス
カタリナと契約している星晶獣。カタリナの解放奥義演出に登場する。
トモイ、エルセム
声 - 榎木淳弥（トモイ）、石井マーク（エルセム）、市来光弘（エルセム代役）
ローアインの友人たち。戦闘演出や掛け合いに登場する。
キャタピラさん
声 - 沢城みゆき
ローアインの妄想の産物であるカタリナを模したロボット。ローアインの攻撃演出に登場する。
ユグドラシル
ルーマシー群島の大星晶獣。ローアインの解放奥義でローアインと交代して操作可能になる。
コロッサス・マグナ
RPGモード（ストーリーモード）に登場。星晶獣コロッサスが歪な真化をさせられた姿。
レフェリー
声 - 保村真
カジノ艇にて行われる「デュエル」の審判。ファスティバの解放奥義勝利演出に登場する。
ベッポ、フージー、ニコラ、ジジ
フェリと共に行動する幽霊。フェリの掛け合い、攻撃演出に登場する。
モモ
途中からフェリに合流した大型の犬の幽霊。フェリの攻撃演出に登場する。
シュヴァリエ
城砦都市アルビオンの代々の領主と契約をしている星晶獣。ヴィーラの攻撃演出に登場する。
ディ、リィ
ゾーイが自身の魔力で生成したワイバーン。ゾーイの掛け合い、攻撃演出に登場する。
調停の翼
ゾーイが顕現する際に分裂するジ・オーダー・グランデの半身。ゾーイの攻撃演出に登場する。
ソシエ
声 - 白石涼子
ユエルの友人。ユエルの解放奥義演出に登場する。
シエテ
声 - 諏訪部順一
RPGモード（ストーリーモード）に登場。「十天衆」と呼ばれる伝説の騎空団の頭目。
アバター
声 - 櫻井孝宏
RPGモード（ストーリーモード）に登場。星の民ルシファーが遺した兵器のひとつ。
デス
声 - 根谷美智子
『ライジング』に登場。
ニーアが契約している「アーカルムシリーズ」と呼ばれる星晶獣の1体。ニーアの攻撃演出に登場する。
リイン
声 - 河瀬茉希
『ライジング』のストーリーモードの追加エピソードに登場。本作のオリジナルキャラクター。ベルゼバブから奪われた「大切なもの」を返してもらうためにグラン・ジータたちの旅に同行する。
竜の巫女と呼ばれる存在であり、グラン・ジータの母。創世神によって破壊の因子を植え付けられ、時間・因果を超えた鏡像世界から時空を超えて13歳の姿で現れた。本来の髪の色はジータと同じ金髪だが、植え付けられた破壊の因子の影響で髪が黒くなっている。
ヴェルサス・コアの真の適合者で、ベルゼバブから奪われた「大切なもの」とはヴェルサス・コアである。
ヴェルサシア
声 - 河瀬茉希
リインがルシファーの脅威からグラン・ジータを護るため、ヴェルサス・コアを取り込んで破壊の因子を覚醒させ顕現した存在。顕現と同時にリインの意識は消滅し、創世神から与えられた使命「本作の世界の破壊とルシファーの抹殺。その障害となる存在の排除」を機械的に遂行する。
『ライジング』のシーズン1のDLCでプレイアブル化。
ドーマウス
声 - こおろぎさとみ
『ライジング』に登場。
ビカラに十二神将の力を与えているトラバサミ型の式神。ビカラの攻撃演出に登場する。
まりっぺ
声 - 和氣あず未
『ライジング』に登場。
メグの親友。メグの掛け合いに登場する
ポッド042
声 - 安元洋貴
『ライジング』に登場。『ニーア オートマタ』からのゲスト参戦。
2Bのサポートユニット。2Bの攻撃演出に登場する。
9S
声 - 花江夏樹
『ライジング』に登場。『ニーア オートマタ』からのゲスト参戦。
スキャナータイプのヨルハ機体。2Bの勝利演出に通信モニター越しに登場する。
オペレーター6O
声 - 磯部恵子
『ライジング』に登場。『ニーア オートマタ』からのゲスト参戦。
2B担当のオペレーター。2Bの勝利演出に通信モニター越しに登場する。

### ロビーアバター
ストーリーなどに登場せず、ロビーアバターとしてのみ登場するキャラクター。
『グランブルーファンタジー』本編、関連作品より
- ヘレル・ベン・シャレム（声 - 伊瀬茉莉也）
- テレーズ（声 - 小林ゆう）
- ジョイ（声 - 加瀬康之）
- バニーガール（声 - 藤井ゆきよ）
- モブおじ（声 - 非公開）
- 閃光壊獣マーバ
- ゴリラ
- カツウォヌス
- ぶっ殺殺ぽんマン（声 - 福山潤）
- ジェイド（声 - 東山奈央）
- 不破大黒（声 - 櫻井孝宏）
- サメ
- ゴッドラビットギガマックス（声 - 立木文彦）
- ユニコーン（声 - 茅野愛衣）
- イーウィヤ（声 - 引坂理絵）
- イド（声 - 津田健次郎）

『ウマ娘 プリティーダービー』より
- ゴールドシップ（声 - 上田瞳）
- スペシャルウィーク（声 - 和氣あず未）
- トウカイテイオー（声 - Machico）
- サイレンススズカ（声 - 高野麻里佳）
- メジロマックイーン（声 - 大西沙織）

『プリンセスコネクト!Re:Dive』より
- ペコリーヌ（声 - M・A・O）
- コッコロ（声 - 伊藤美来）
- キャル（声 - 立花理香）
- シェフィ（声 - 近藤玲奈）

『Shadowverse』より
- アリサ（声 - 優木かな）
- ルナ（声 - 小倉唯）
- ローウェン（声 - 杉田智和）

『ポプテピピック』より
- ポプ子（声 - 中尾隆聖）
- ピピ美（声 - 若本規夫）

その他
- ユキチ（声 - 市来光弘）

## 関連商品

### サウンドトラック
|     | 発売日         | タイトル                                                   | 備考                                                          |
| --- | -------------- | ---------------------------------------------------------- | ------------------------------------------------------------- |
|     | 2020年02月06日 | グランブルーファンタジー ヴァーサス 特製サウンドトラックCD | グランブルーファンタジー ヴァーサス（プレミアムエディション） |
| 1st | 2020年06月17日 | GRANBLUE FANTASY: Versus ORIGINAL SOUNDTRACK               |                                                               |
| 2nd | 2021年12月14日 | GRANBLUE FANTASY: Versus ORIGINAL SOUNDTRACK Vol.2         |                                                               |

## 反響
本作は1月19日から1月25日までのAmazon予約数ランキングで1位を獲得した。
また、発売から2日もしないうちに15万部を売り上げた。
Cygames専務・木村唯人は、稲垣宗彦とのインタビューの中で、『グラブル』ファンだけでなく格闘ゲームファンからも受け入れられていることを明かしており、eスポーツの競技種目として期待されていることや、PS4に合った操作性が受け入れられているのではないかと推測している。
また木村は、本作が海外でも受け入れられた理由について、国内外で人気のある『グラブル』のキャラクターの違いが少なかったことを挙げており、本作を足掛かりに原作を全世界に展開していきたいと話している。
プロゲーマーで、本作をよく遊ぶという小路KOGはAUTOMATONとのインタビューの中で、人気IPを題材とした格闘ゲームであると同時に、Cygamesにとって初めての格闘ゲームだったため、発売前から注目が高い印象を受けたと述べており、発売後にプレイしてみて原作再現度が非常に高くて驚いたとも話している。

## 評価

### クローズドβテスト時点での評価
AUTOMATONのKeiichi Yokoyamaは、3Dグラフィックを2Dのように見せる技術を評価したほか、アビリティボタン使用時におけるクールタイムの長さについても、確実にアビリティを発動できる利点が大きかったと考えている。同じくAUTOMATONのKashiwagi Tomatoもクールタイムの導入は永久コンボ防止に役立っていると評価している。さらに、Kasiwagiはシンプルな操作体系を評価しており、アークシステムワークスの他作品とは毛色が異なるものの、カール・ツェルニーの教本のようだったと評価している。